# Biserica de lemn din Bumbești-Pițic

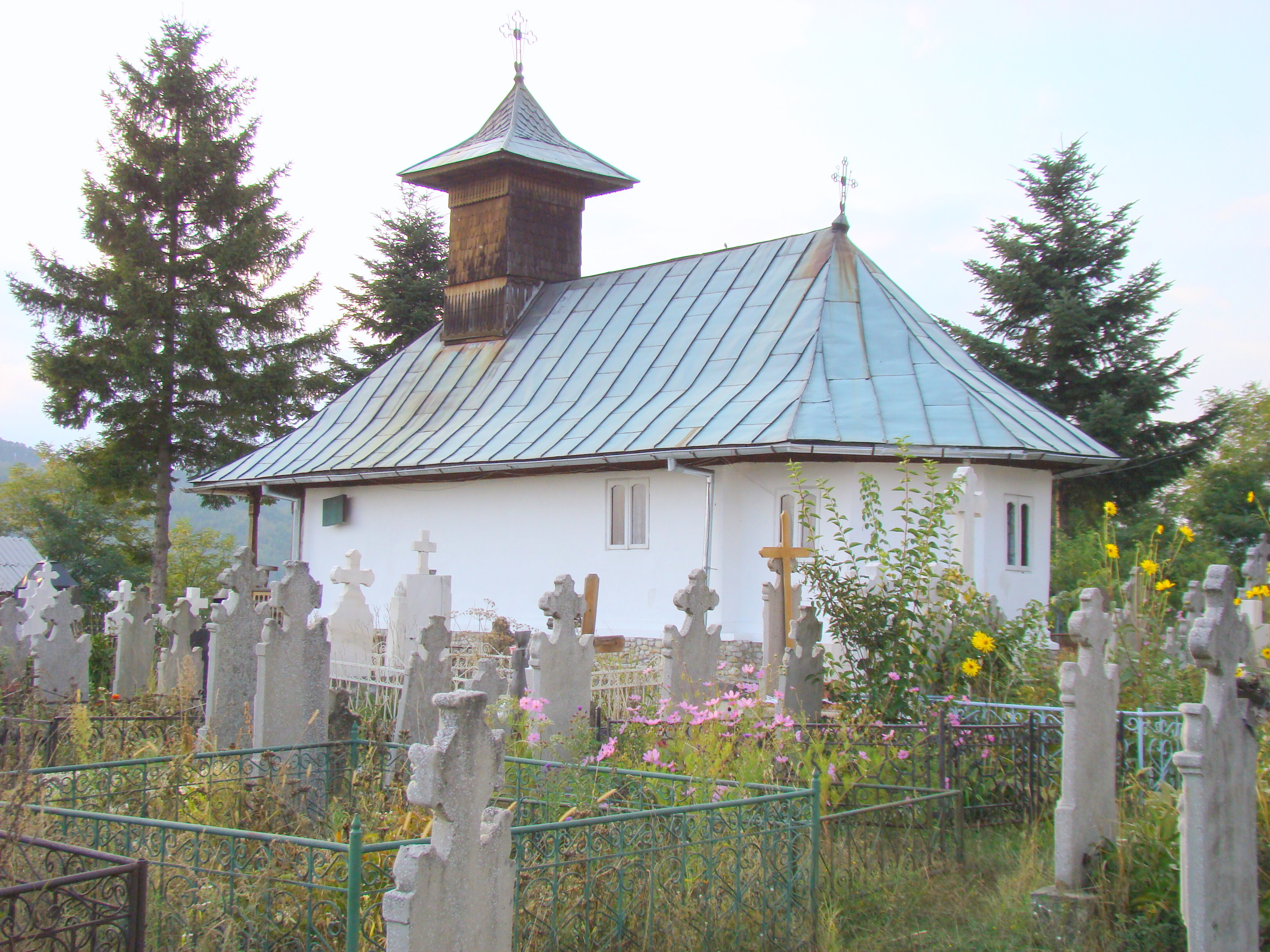
Biserica de lemn „Cuvioasa Paraschiva” din Bumbeşti-Piţic, comuna Bumbeşti-Piţic, județul Gorj, foto: septembrie 2009.

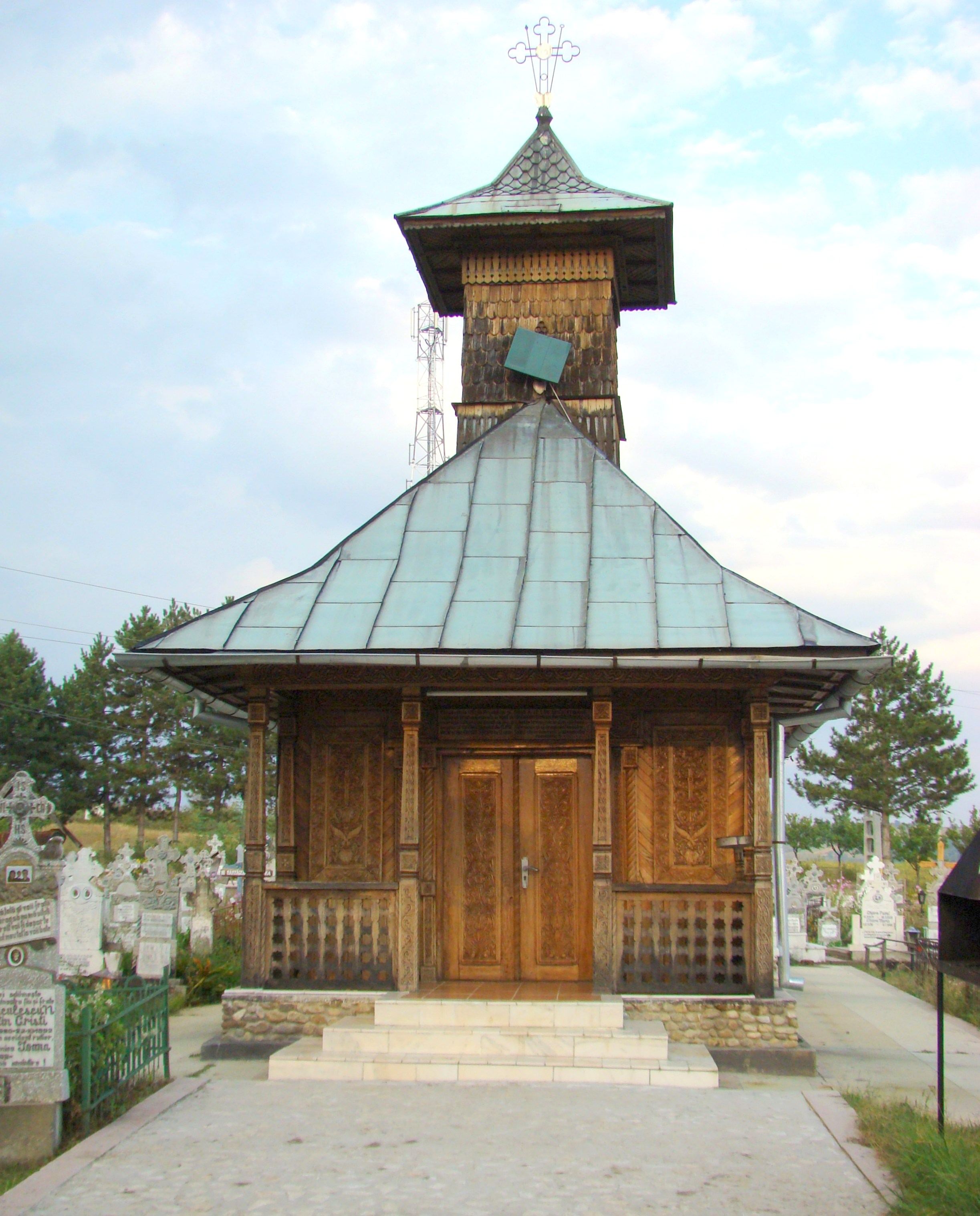
Biserica (vest)

Biserica de lemn din Bumbești-Pițic, comuna Bumbești-Pițic, județul Gorj, a fost construită în jur de 1790 . Are hramul „Cuvioasa Paraschiva”. Biserica se află pe noua listă a monumentelor istorice sub codul LMI:  GJ-II-m-B-09258.

## Istoric și trăsături
Biserica a fost construită în anul 1790 de preotul Ion și căpitanul Trocan. A fost renovată în anul 1980 de enoriașii satului, coordonați de învățătorul și sculptorul Ion Danciu, ajutat de Dumitru Vede și Ion Condel.

## Imagini din exterior

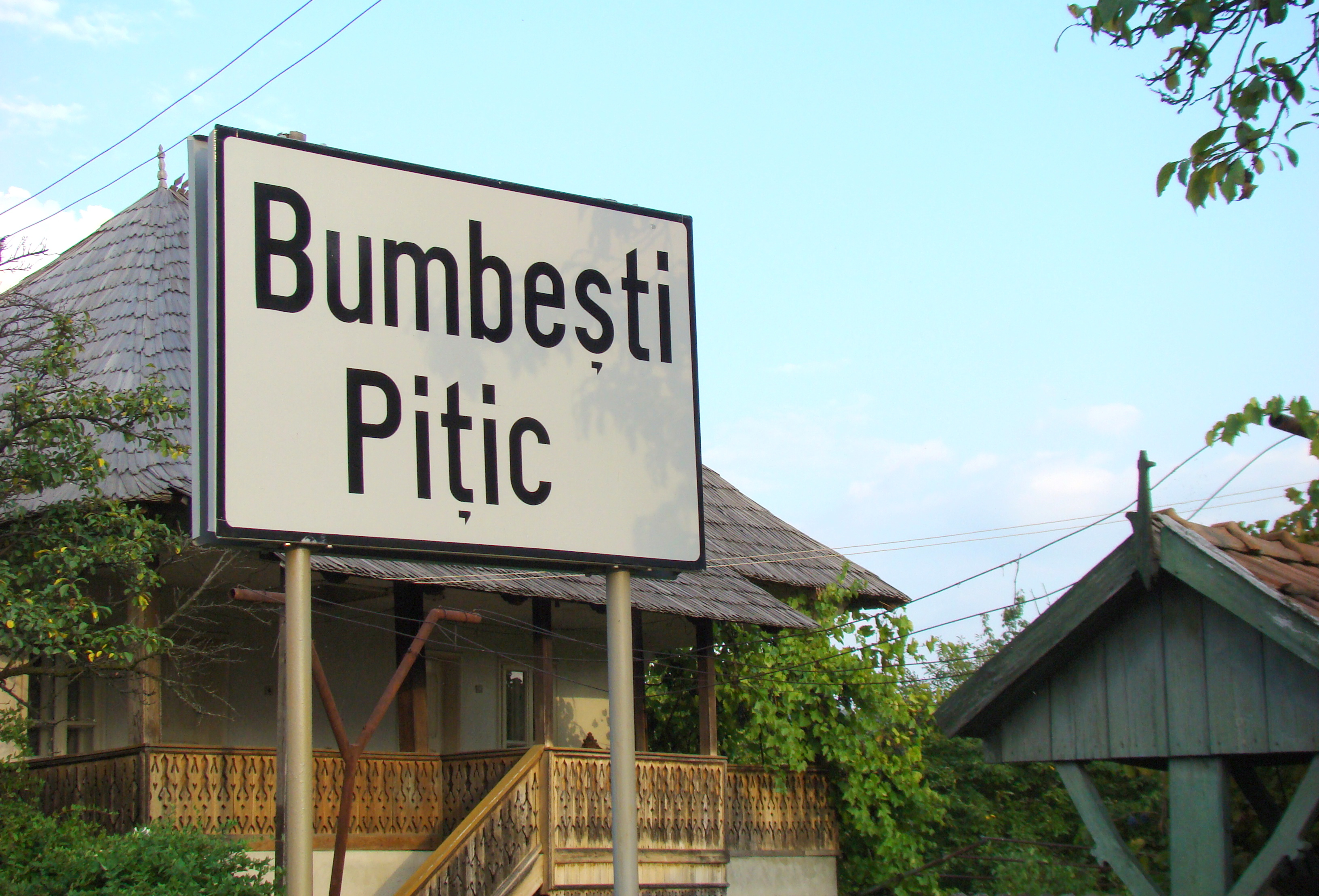
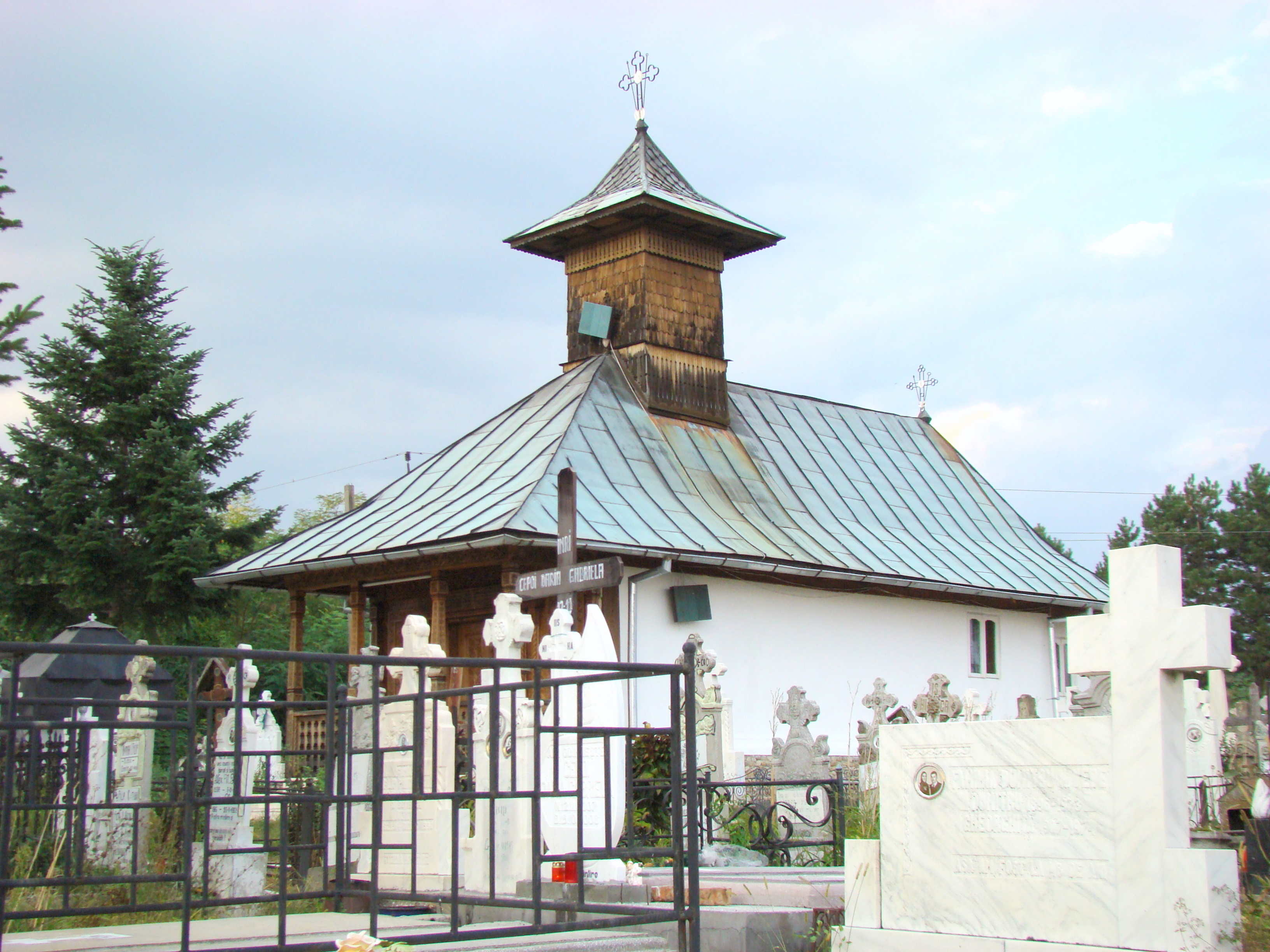
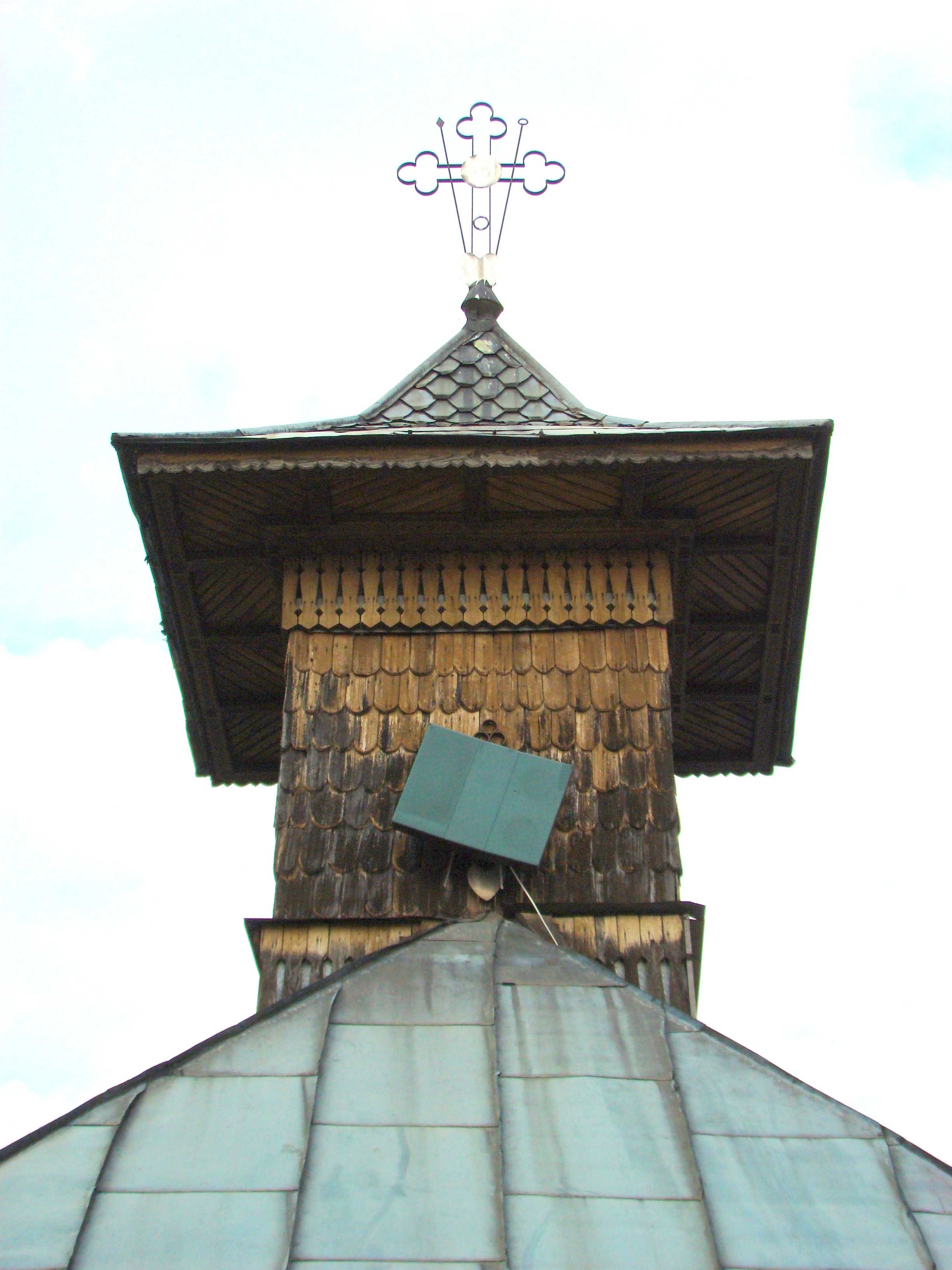
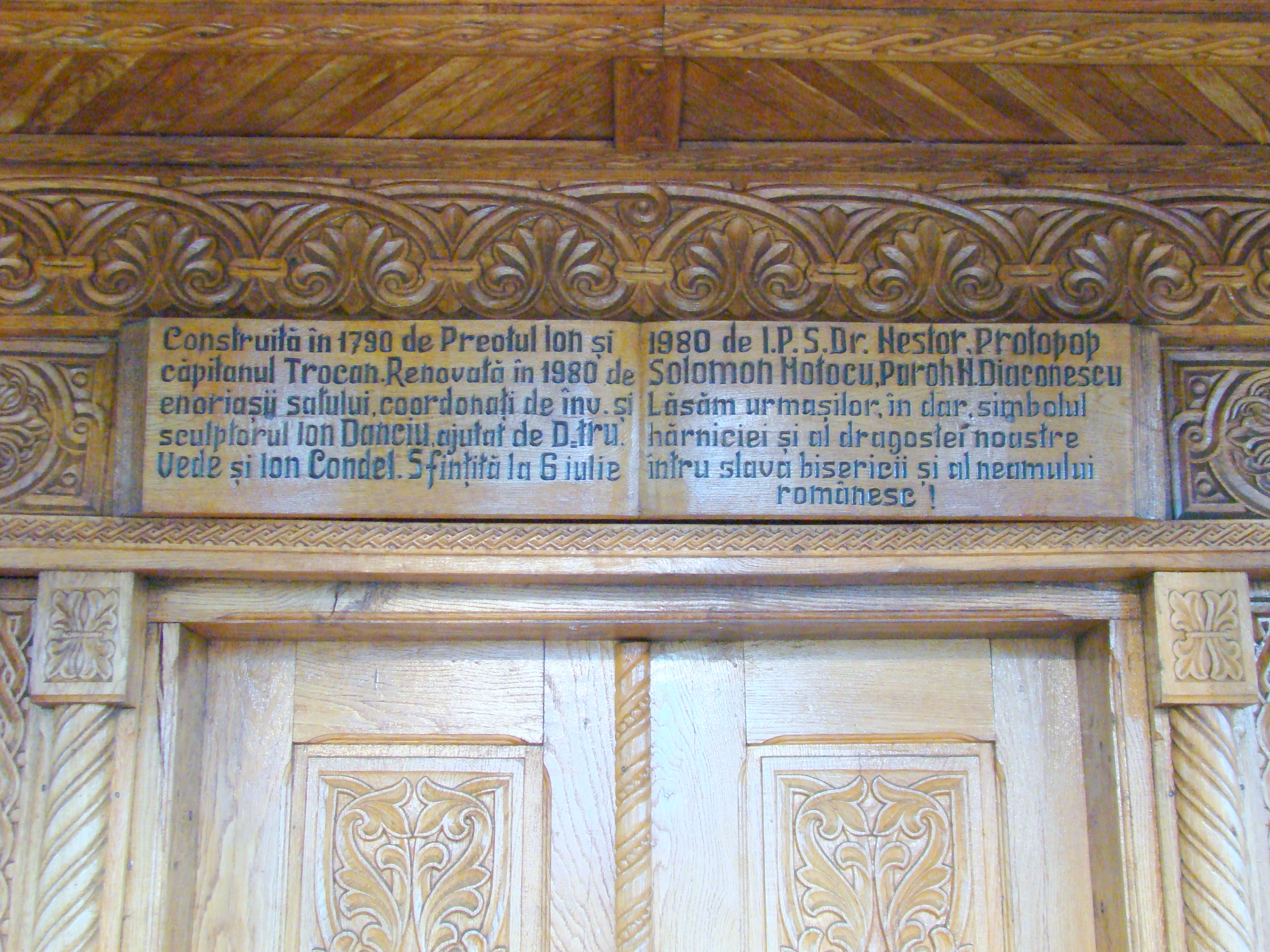
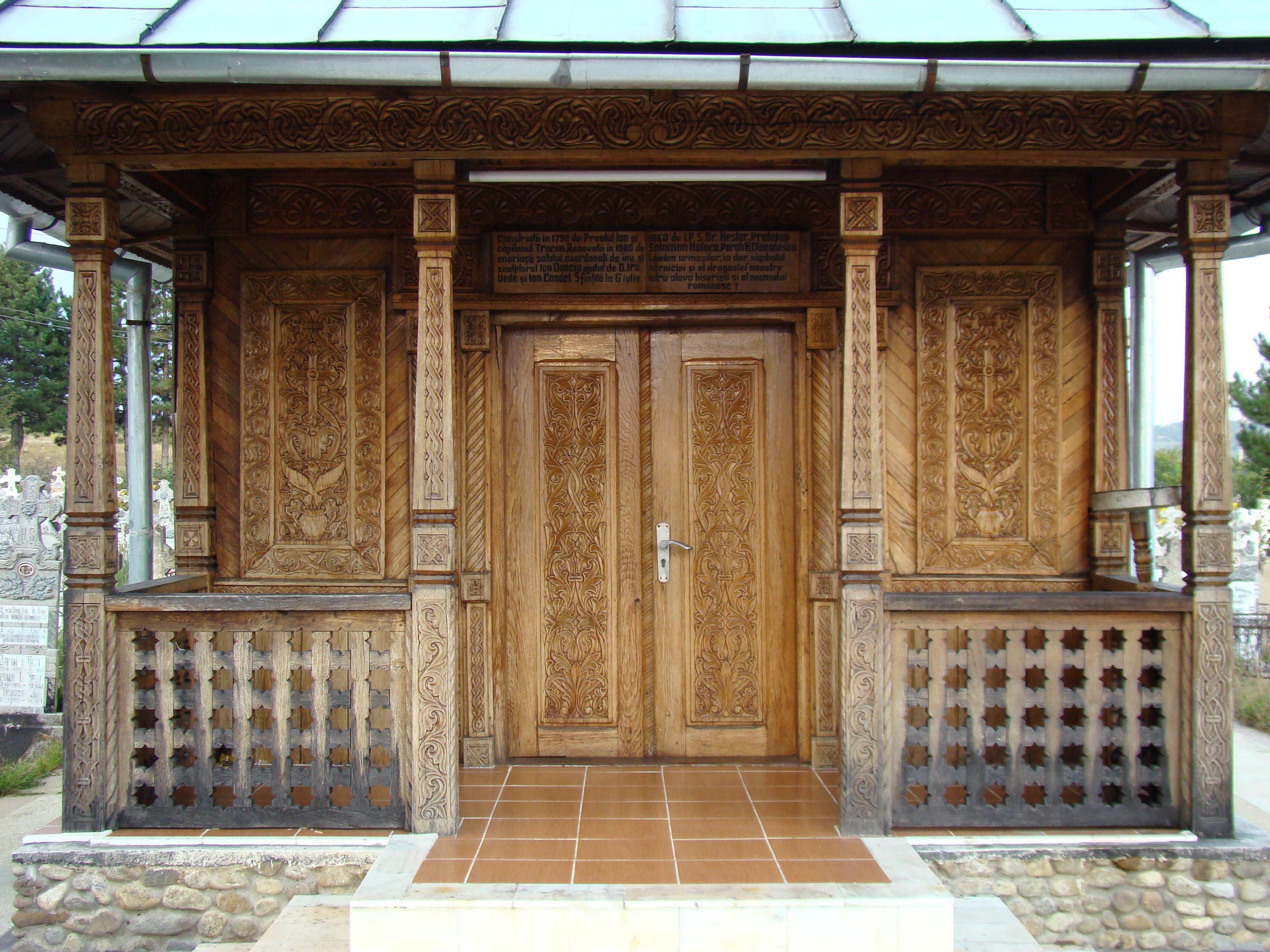
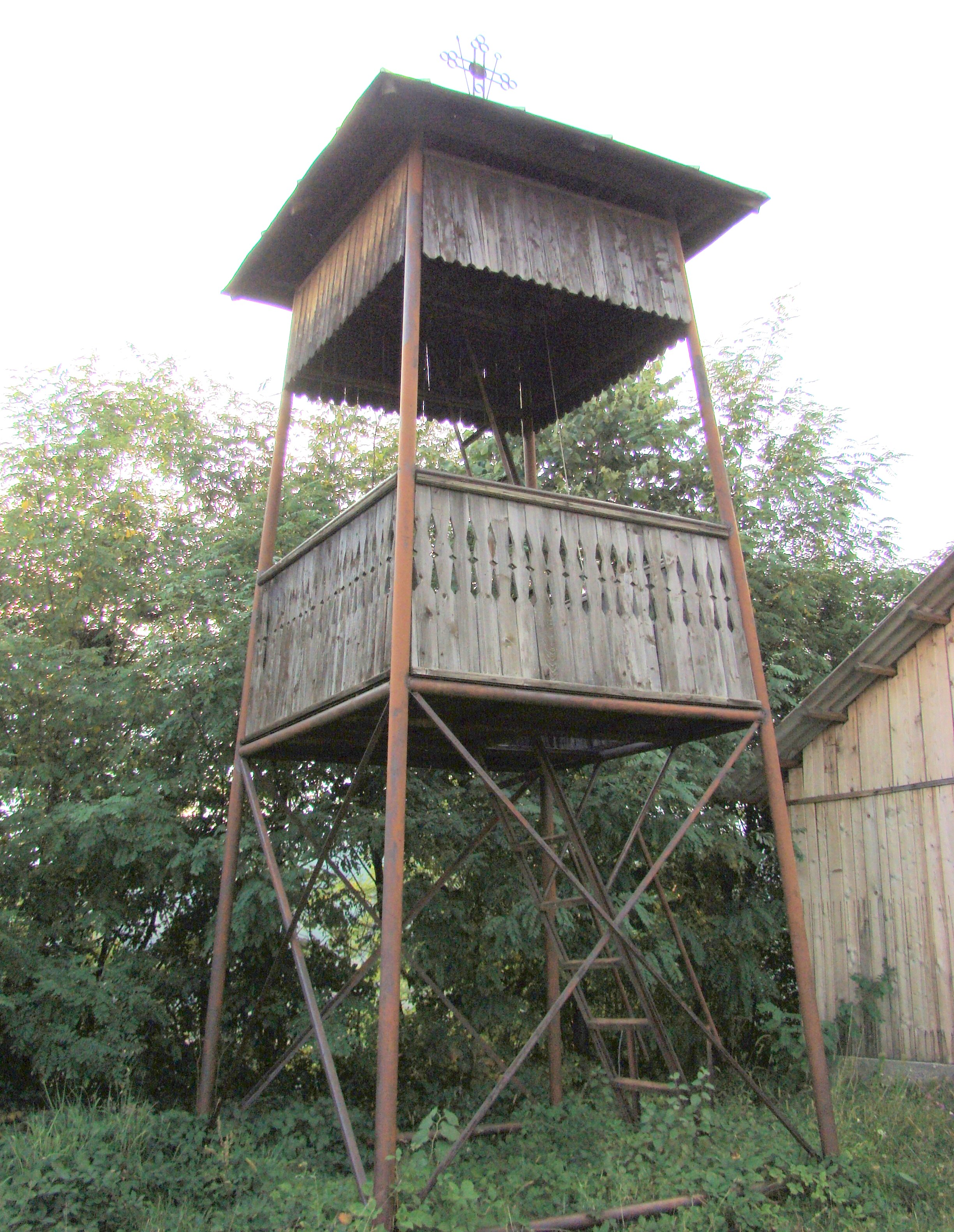
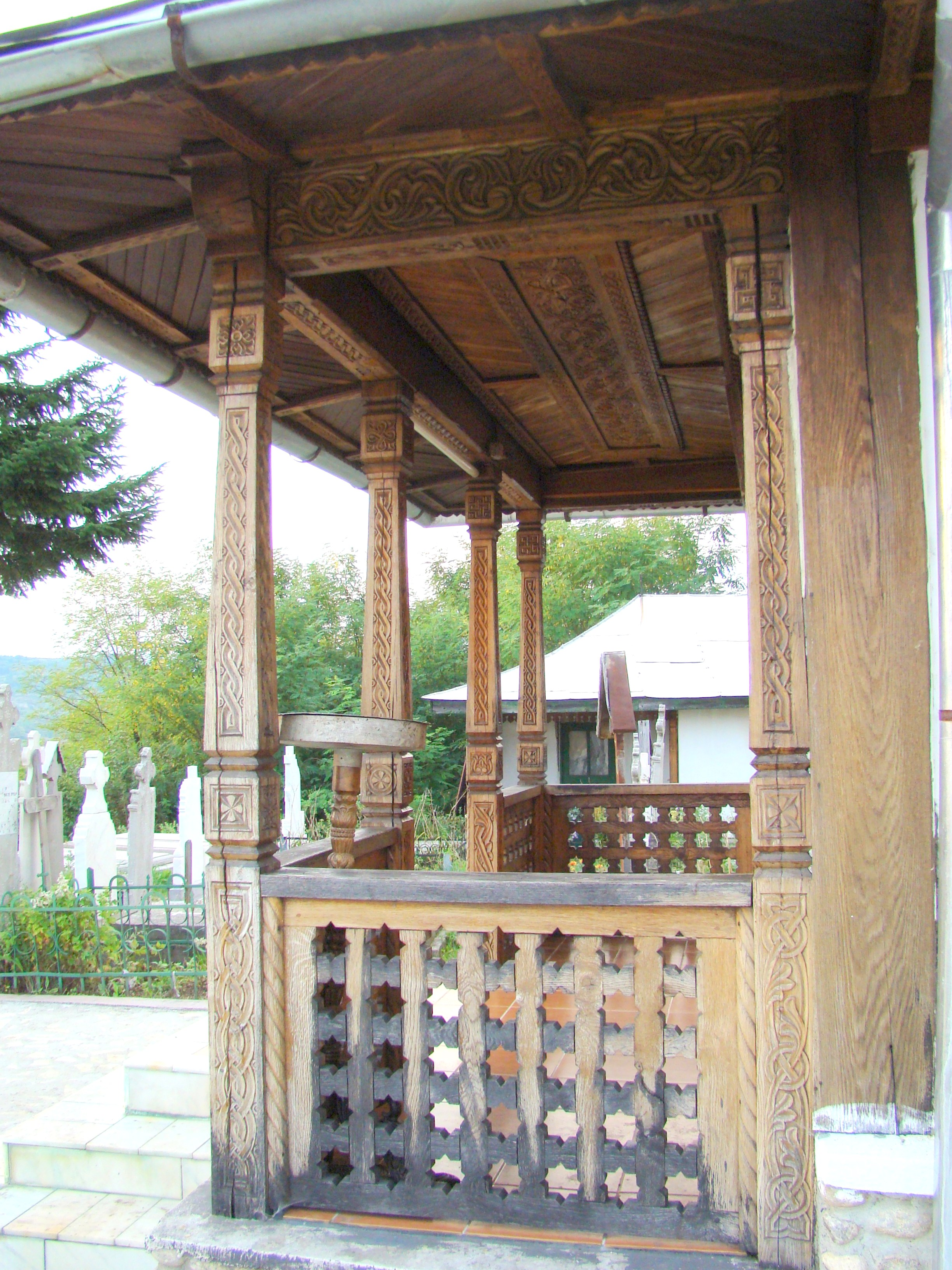
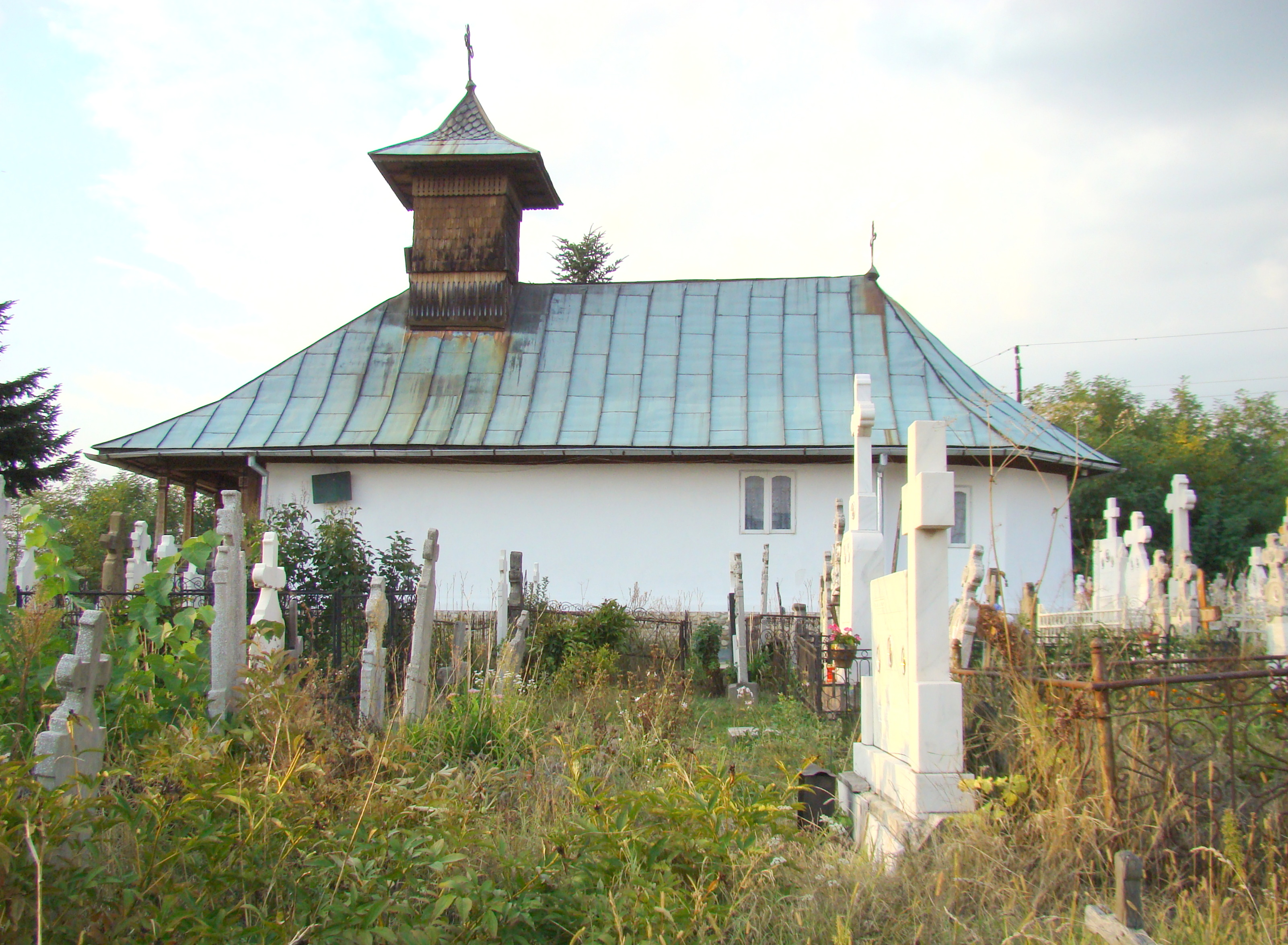
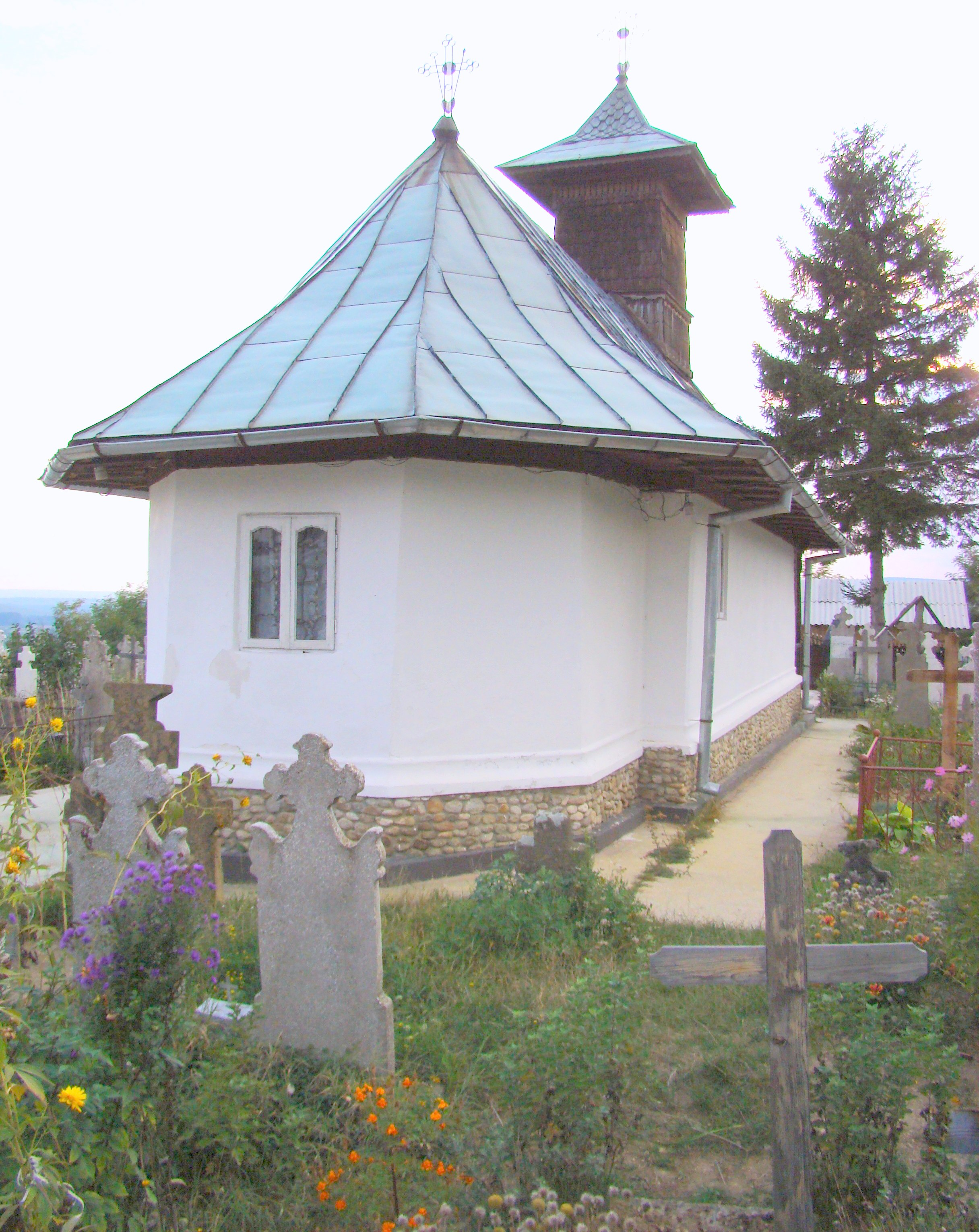
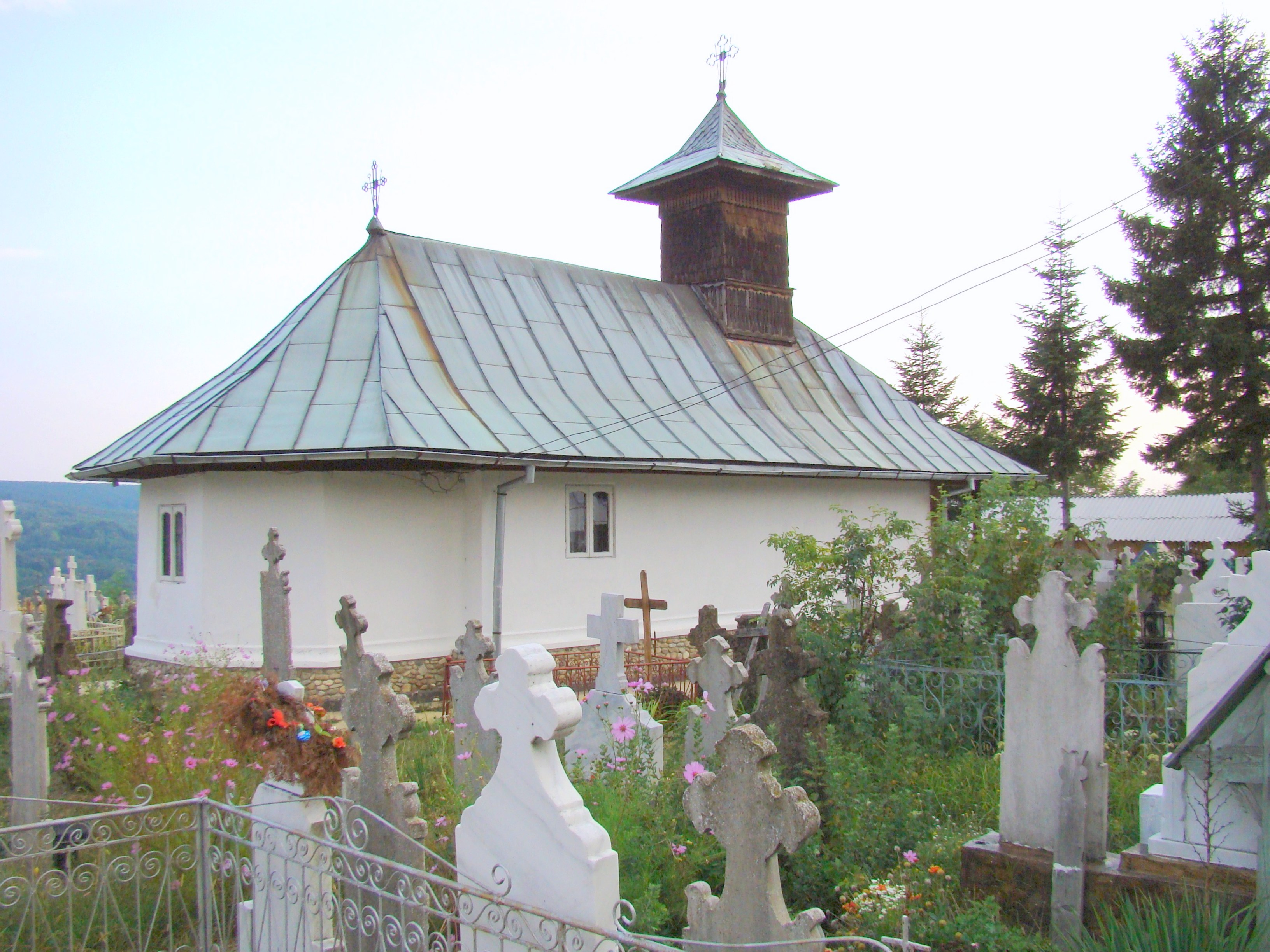
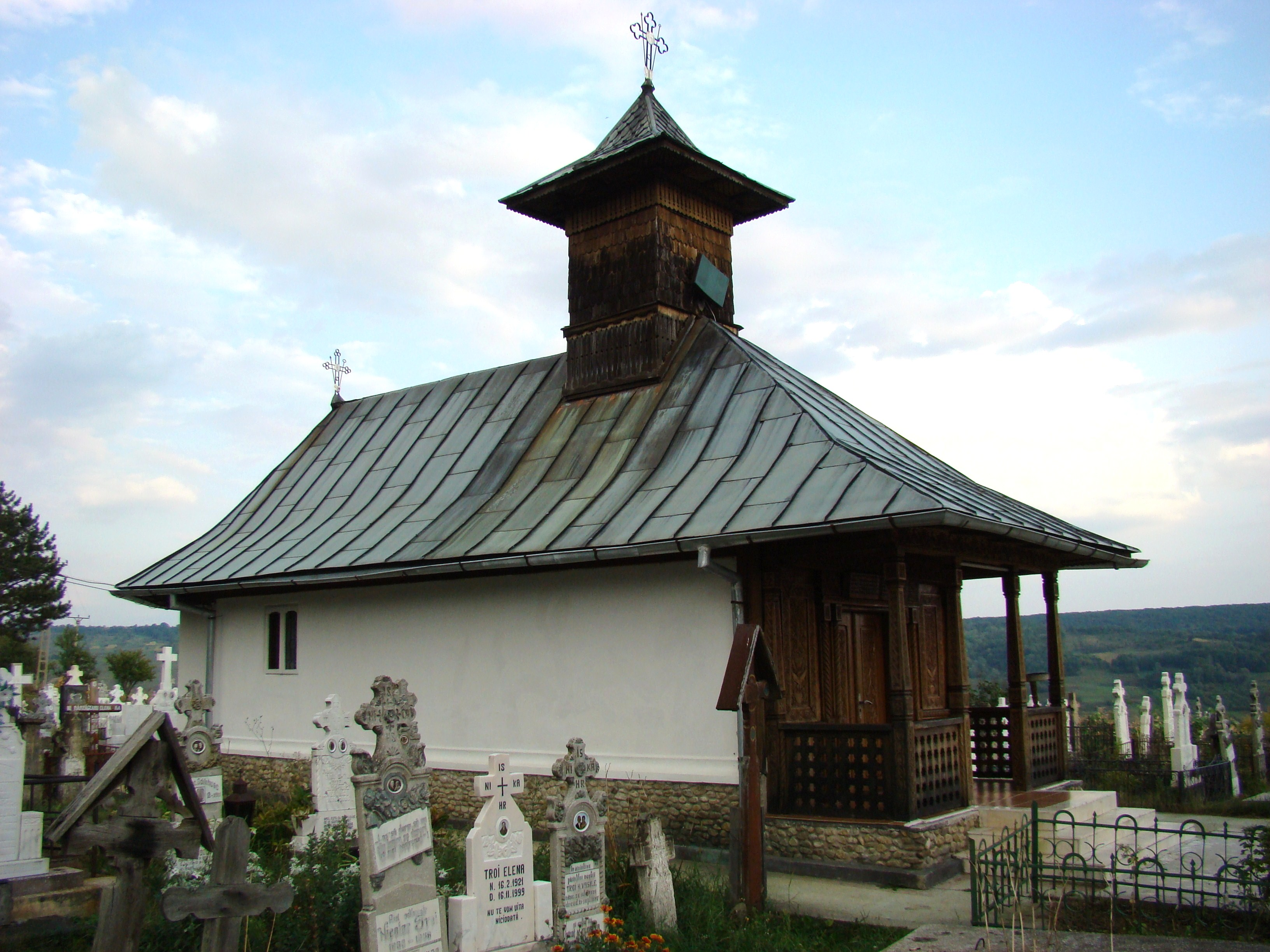
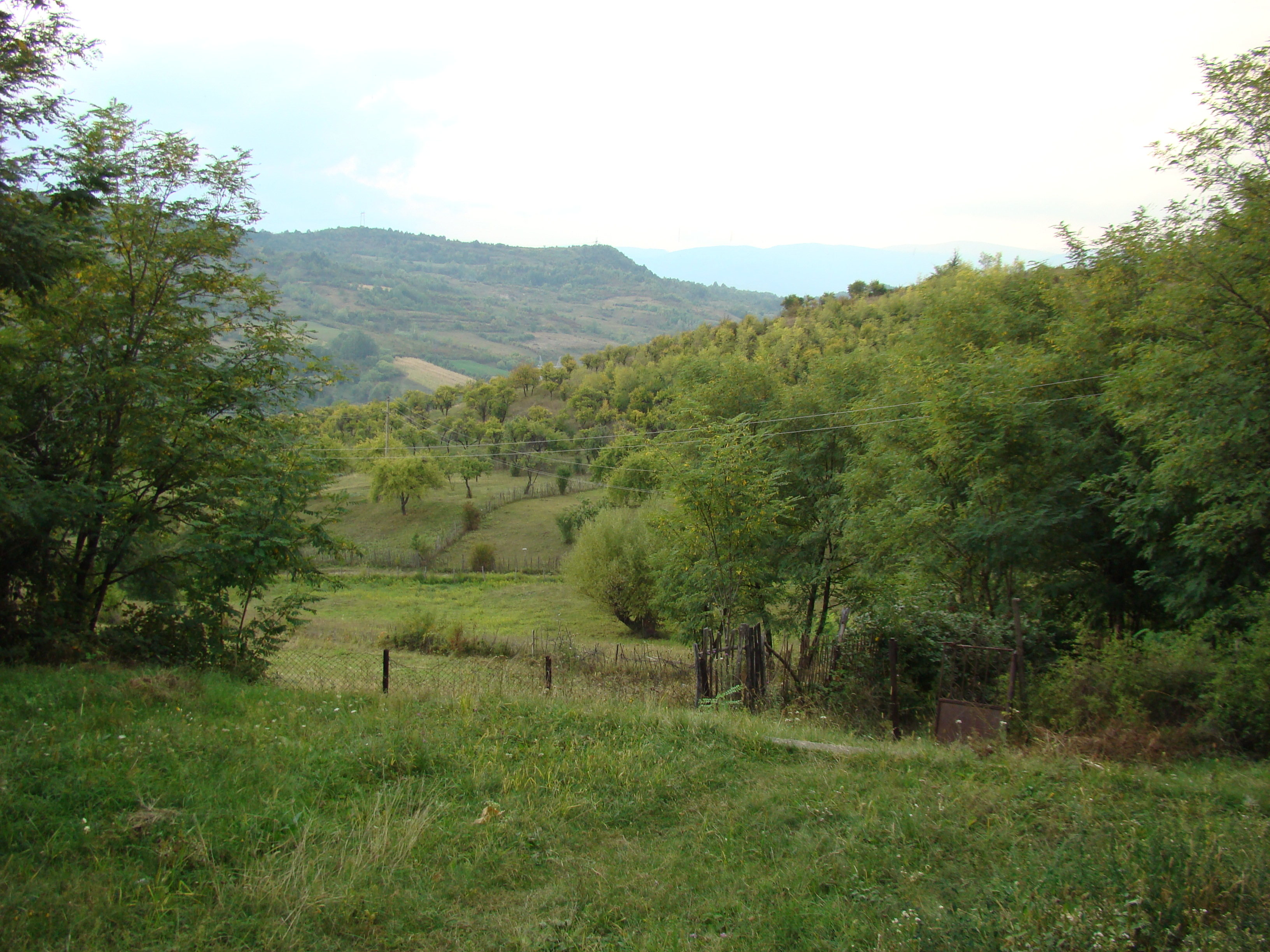
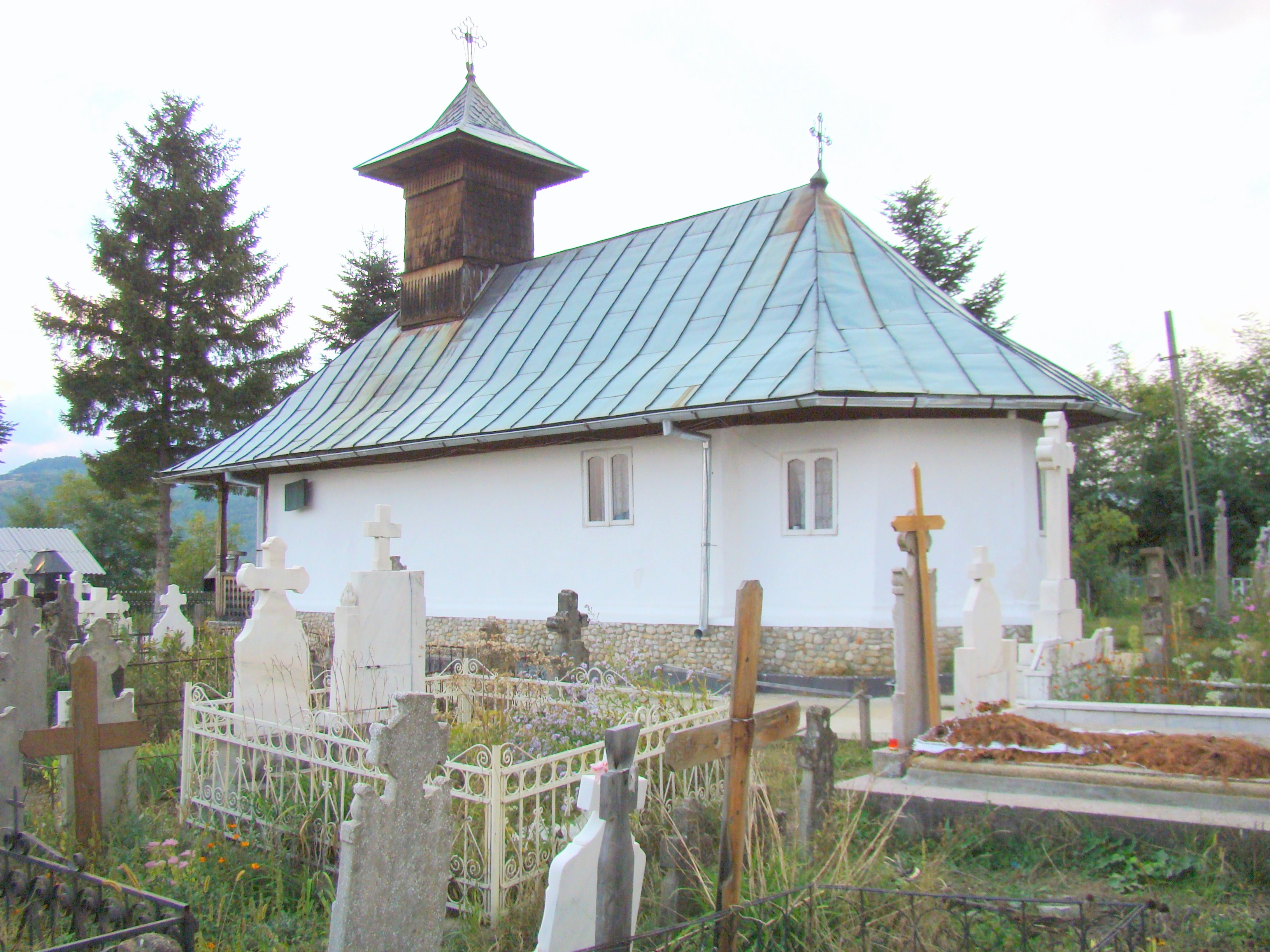